# 焦電核融合
焦電核融合（しょうでんかくゆうごう、Pyroelectric fusion）とは、焦電性結晶が生成する高強度の静電場を利用した核融合反応のこと。焦電性結晶の静電場により、重水素（またはトリチウム）イオンを加速し、重水素（またはトリチウム）を含む金属水素化物に衝突させて核融合反応を発生させる。
静電場を用いて軽イオンを加速する過程と重水素イオンを重水素化したターゲットに衝突させ固体内で核融合を起こす過程はジョン・コッククロフトとアーネスト・ウォルトンによって1932年に初めて行なわれた。現在ではこの装置の小型版が中性子発生管として石油探査の産業に応用されている。
焦電性を核融合に利用する焦電核融合のアイデアは、焦電効果が加速電場を作り出すことを応用している。数分間の間に-30度から+45度まで結晶を加熱することで強い加速電場を作り出している。
2005年4月に、Brian Naranjoを中心とするUCLAのチームは、焦電効果によるエネルギーが核融合を引き起こすことを研究室の卓上装置で実験的に証明した。この装置はタンタル酸リチウムの焦電性結晶を用いて、重水素原子をイオン化し、固定された重水素化エルビウム(ErD2)ターゲットに向けて加速している。毎秒およそ1,000回の核融合が起こり、それぞれ820 keVのヘリウム-3と2.45 MeVの中性子が生成した。彼らはこの装置の中性子源としての、または宇宙における推進のためのマイクロスラスタとしての応用を予想している。
Dr. Danonと彼の大学院生であるJeffrey Geutherが率いるRensselaer Polytechnic Instituteのチームは、この結果を確認し、2つの焦電性結晶を用いることで装置を改良し、低温を用いない動作を可能にした。
この現象はバブル核融合(en:bubble fusion)が観測されたと言う主張とは関係ない。実際に、Brian Naranjoはそれらの主張の主要な批判者の一人である。